# Cypripedium sichuanense
Cypripedium sichuanense är en orkidéart som beskrevs av Holger Perner. Cypripedium sichuanense ingår i släktet guckuskor, och familjen orkidéer. Inga underarter finns listade i Catalogue of Life.